# 속설검증 고민잇쇼
《속설검증 고민잇쇼》는 TV조선에서 2023년 4월 18일부터 2024년 3월 5일까지 방송했던 건강 토크 쇼 프로그램이며, 방송시간은 매주 화요일 저녁 7시부터 밤 8시까지이다.

## MC
- 류승수, 팽현숙, 김승현

## 자문의 패널
- 김정국 한의사, 최경희 가정의학과 전문의, 고도일 신경외과 전문의

## 별주부단
- 문정이, 이경희, 허은